# Amortiguador de masa

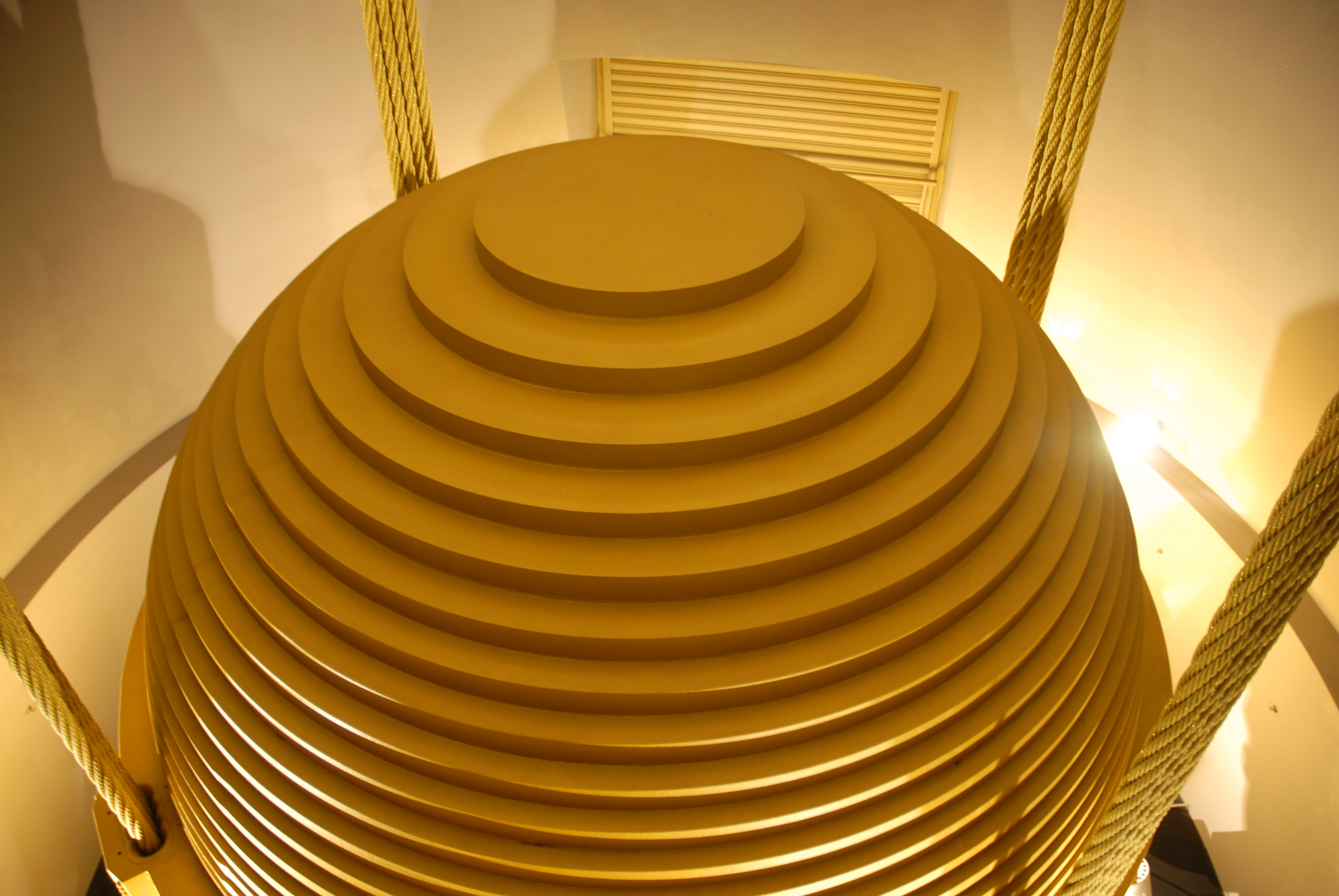
El amortiguador de masa situado en lo alto del Taipéi 101.

Un amortiguador de masa (en inglés, mass damper) es un sistema de absorción de vibraciones mediante el balanceo de un contrapeso colgante.
Se utiliza tanto en grandes construcciones en la protección frente a sismos, como el rascacielos Taipéi 101, como en la mejora de adherencia mecánica al asfalto en vehículos de competición. Fue utilizado por la escudería Renault, Ferrari, McLaren-Mercedes y otros equipos durante las temporadas 2005 y 2006 de Fórmula 1 hasta que fue prohibido su uso por la FIA en agosto de 2006. Este sistema se basa en el sistema de amortiguación de vibraciones que poseen los edificios de las zonas con mayor peligro de terremotos, como Japón o Chile.